# Bruin schavertje
Het bruin schavertje (Omocestus haemorrhoidalis) is een rechtvleugelig insect uit de familie veldsprinkhanen (Acrididae), onderfamilie Gomphocerinae.

## Kenmerken
De kleur is meestal bruin en zelden groen, de bovenzijde van het achterlijf is meestal rood gekleurd. De wetenschappelijke soortnaam haemorrhoidalis verwijst hiernaar en betekent 'bloed'. De opstaande, geel gekleurde kielen aan weerszijden van het halsschild is zeer sterk naar binnen geknikt. De vleugels reiken ongeveer tot aan de achterlijfspunt. Mannetjes bereiken een lengte van 11 tot 14 millimeter, de vrouwtjes zijn 15 tot 20 mm lang.

### Onderscheid met andere soorten
De sterk naar binnen geknikte kielen van het halsschild zijn een belangrijk determinatiekenmerk. Alleen het knopsprietje heeft een vergelijkbare indeling van het halsschild, maar deze soort is te onderscheiden door de duidelijk verdikte einden van de antennes. Bij andere soorten als het 'gewoon' schavertje zijn de randen van het halsschild slechts gebogen. Het schavertje is bovendien meestal groen van kleur.

## Verspreiding
Het bruin schavertje komt voor in zuidelijk en oostelijk Europa, in België alleen in het uiterst zuidoostelijke deel in Belgisch-Lotharingen. In Nederland komt de sprinkhaan niet voor maar de populaties in Duitsland komen voor tot in Nordhorn, vlak over de grens bij Denekamp in Overijssel.

## Levenswijze
Het bruin schavertje is als volwassen insect te zien van juli tot september en is vooral actief tussen negen uur in de ochtend tot zeven uur in de avond.